# Gerngross (Kaufhaus)

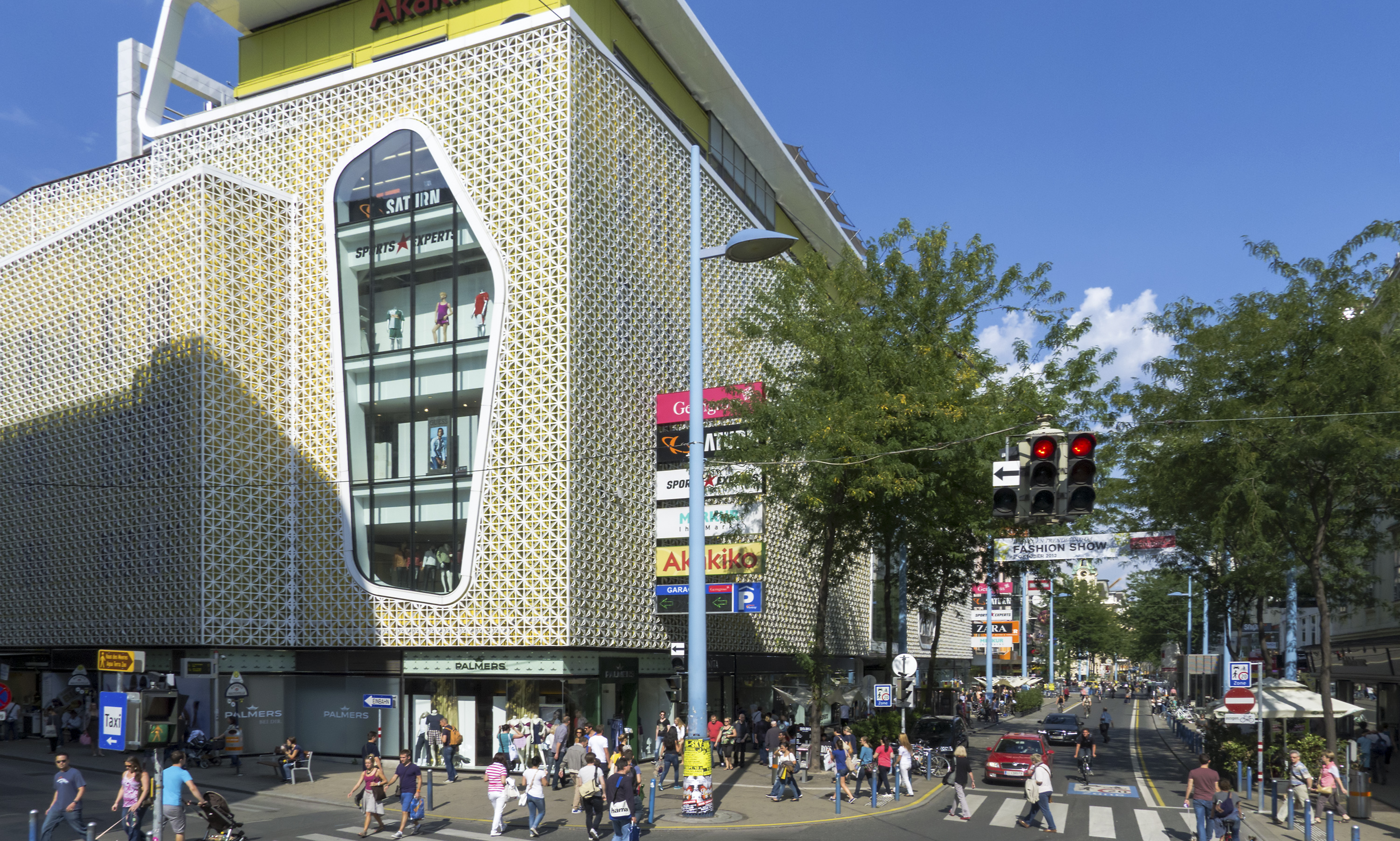
Gerngross, rechts die Mariahilfer Straße

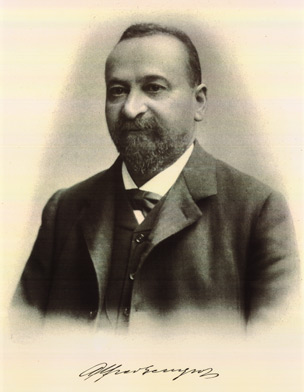
Der Gründer Alfred Abraham Gerngroß (1879)

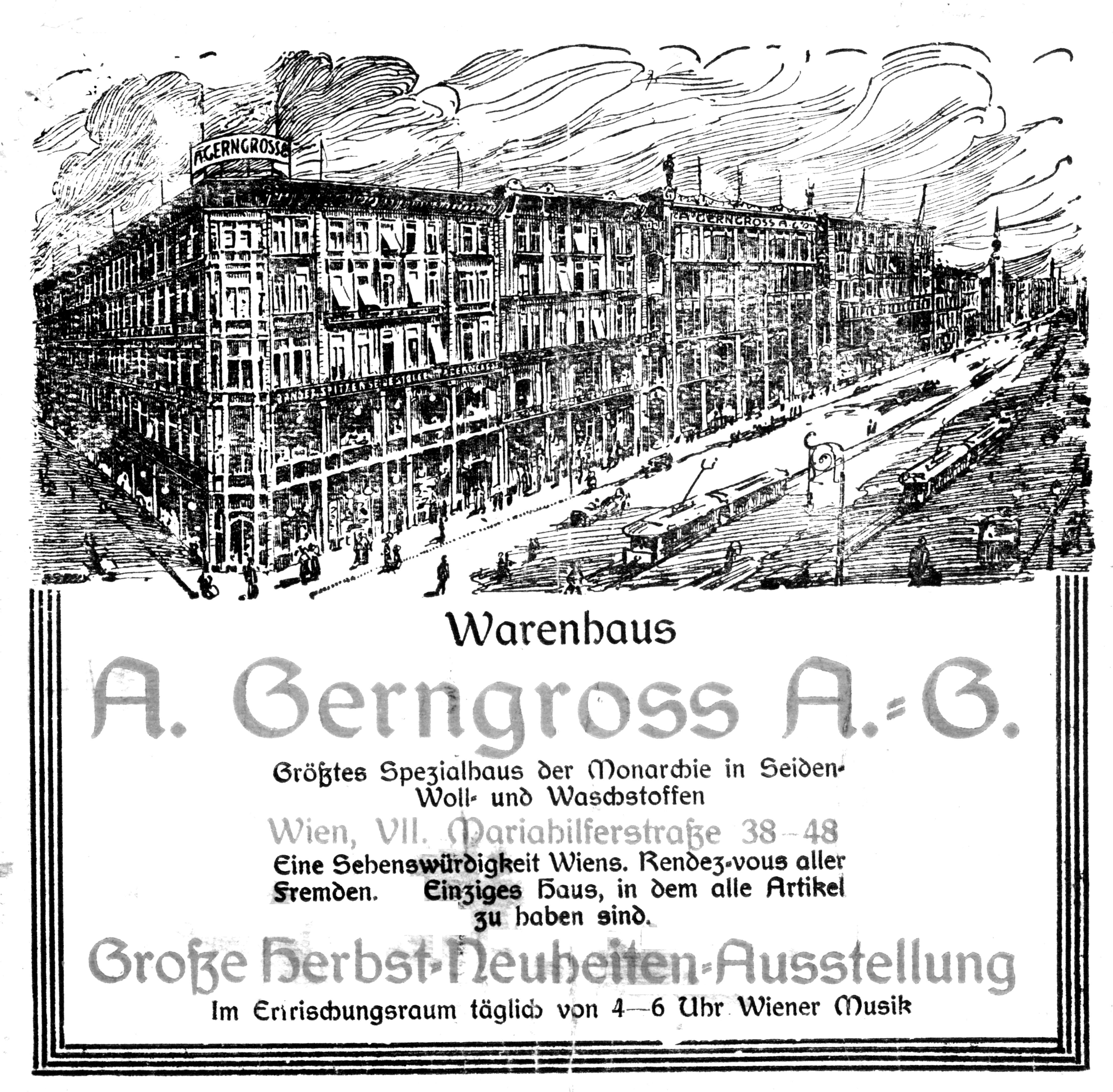
Reklame (1912)

Gerngross ist ein Einkaufszentrum in Wien an der Mariahilfer Straße 42–48 im 7. Wiener Gemeindebezirk Neubau. Betreiber des Kaufhauses ist die Gerngross Kaufhaus AG.

## Geschichte
Der aus Forth bei Nürnberg stammende Alfred Abraham Gerngroß (1844–1908), der beim 1863 gegründeten Herzmansky den Kaufmannsberuf gelernt hatte, gründete am 26. September 1879 mit seinem jüngeren Bruder Hugo (1857–1929) ein Stoffgeschäft in der Mariahilfer Straße 48, Ecke Kirchengasse. Nach kurzem Konkurrenzkampf mit seinem ehemaligen Arbeitgeber August Herzmansky versuchten die beiden Unternehmen zusammenzuarbeiten, wodurch sich jedoch kein Erfolg einstellte, weswegen diese Verbindung 1881 wieder aufgelöst wurde. Durch anschließenden Erfolg konnte die Firma im Lauf der Zeit 13 benachbarte Häuser erwerben. Im Jahr 1883 wurde das Unternehmen in eine Gesellschaft umgewandelt, das Geschäft entwickelte sich zum größten Warenhaus Wiens und in Folge zum größten Kaufhaus der Monarchie.
Von 1902 bis 1904 erbauten Ferdinand Fellner und Hermann Helmer (Büro Fellner & Helmer) eine neue fünfstöckige Betonständerkonstruktion an der Mariahilfer Straße. Die Außenfassade stammte von Fellners Sohn Ferdinand III. Das Gebäude enthielt fünf Aufzugsanlagen und eine Rolltreppe. Nach dem Tod von Alfred Gerngroß wurde die Firma von seinen Söhnen Albert (1874–1972), Robert (1876–1942 in der Shoa) und Paul (1880–1954) übernommen und mit 22. Dezember 1911 in eine Aktiengesellschaft, firmierend unter A. Gerngross A.=G. (siehe Bild Gerngross Wien Reklame 1912) umgewandelt. In den besten Zeiten hatte das Kaufhaus etwa 1600 Angestellte. Das Gebäude erhielt 1926 einen Leuchtturm als Bekrönung.
Schon zu Anfang der 1930er Jahre war das Kaufhaus politisch motivierten Attacken seitens der Nationalsozialisten ausgesetzt – besondere Aufmerksamkeit erregte etwa ein Anschlag knapp vor Weihnachten 1932. Nationalsozialisten drangen am Goldenen (Einkaufs-)Sonntag, dem 18. Dezember 1932, in das belebte Kaufhaus ein und warfen Tränengas- und Stinkbomben, welche eine Massenpanik unter den Käufern verursachten, die zahlreiche Verletzte forderte.
Nach dem Anschluss im Jahre 1938 musste die Familie Gerngroß fliehen und emigrierte nach Montevideo. Das Warenhaus wurde „arisiert“. Der Name lautete nun Kaufhaus der Wiener – Ludwig & Co. Am Ende des Zweiten Weltkriegs wurde das Haus schwer beschädigt und geplündert, aber bald wieder aufgebaut. 1947 kehrte Paul Gerngroß nach Wien zurück und konnte im Zuge eines Restituierungsverfahren wieder die Geschäftsführung übernehmen. Nach seinem Tod 1954 verkaufte die Familie Gerngross die Aktien im Jahr 1957 an den Hertie-Konzern. 1965 wurde Gerngross von der Kapitalgesellschaft General Shopping aus Luxemburg übernommen. In Folge eröffnete Gerngross weitere Filialen in Wien und in anderen Städten (zum Beispiel EKZ Gerngross in Klagenfurt). 1978 erhielt das Unternehmen die Staatliche Auszeichnung und darf seither das Bundeswappen im Geschäftsverkehr verwenden.
Ein Teil des Haupthauses wurde am 14. Dezember 1966 durch einen Neubau von Adolf Wölzl ersetzt. Am 7. Februar 1979 entstand im Zuge von Revitalisierungsarbeiten durch Schweißarbeiten beim Abtragen einer Rolltreppe ein Großbrand, der das Gebäude fast völlig zerstörte. Schon am 18. März 1980 konnte der Neubau von Architekt Georg Frankl eröffnet werden. Beschwerden wegen nächtlichen Baulärms führten 1981 zu einem Nachtarbeitsverbot.
Am 1. Jänner 1984 übernahm das Genossenschaftsunternehmen Konsum Österreich Gerngross und auch den Herzmansky. Es gab in den 1990er Jahren noch weitere Gerngross-Filialen in Wien wie am Spitz in Floridsdorf oder am Julius-Tandler-Platz.
Nachdem Konsum 1995 insolvent wurde, ging das Unternehmen Gerngross im Jahr 1996 an ein Konsortium aus Palmers (75 %) und Hans Schmid (dem Gründer der Werbeagentur GGK, 25 %) über, die das Kaufhaus 1997 zum Gerngross CityCenter umbauen ließen. Am 27. Februar 1997 konnte das Haus als Shop-in-Shop-System mit 30.000 m2 Verkaufsfläche auf sieben Ebenen wiedereröffnet werden, das Haus hatte 16 Rolltreppen und eine Glaskuppel. Da sich der erhoffte Geschäftserfolg nicht einstellte, wurde die Immobilie Gerngross mit 1. Jänner 2004 um 112,3 Millionen Euro an die Deka Immobilien Investment GmbH verkauft, während sich die Immobilie des Kaufhauses Steffl mindestens seit 2006 direkt und indirekt zu fast 100 % im Eigentum von Hans Schmid und seiner Familienstiftung befindet.
Am 2. Dezember 2005 berichtete das WirtschaftsBlatt, dass die S Immo von der Palmers-Gruppe die Mehrheit an der Gerngross Kaufhaus AG – zu der auch die Kaufhäuser Steffl und das ehemalige Herzmansky gehören – übernommen hätte. Dabei handelte es sich um eine Fehlinformation, da die Immobilie weiterhin im Besitz der Deka Immobilien Investment GmbH steht.
2005 entschied sich die Eigentümerin für Generalsanierung mit gleichzeitiger Neustrukturierung des Hauses und schrieb dafür einen Architekturwettbewerb aus, den das Grazer Büro LOVE architecture and urbanism gewonnen hatte. Anfang 2010 wurde mit dem Umbau bei laufendem Geschäftsbetrieb begonnen. Das Gesamtinvestitionsvolumen beläuft sich auf 40 Millionen Euro. Seit 21. Oktober 2010 präsentiert sich Gerngross in neuem Design, neuer Architektur und mit neuen Marken.

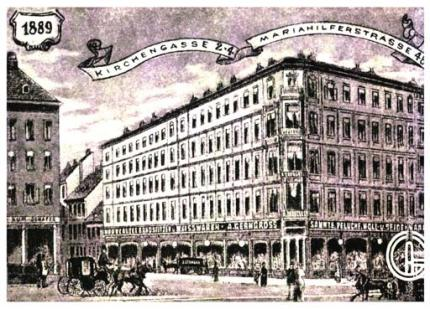
Ansicht Ecke Mariahilfer Straße / Kirchengasse (1889)
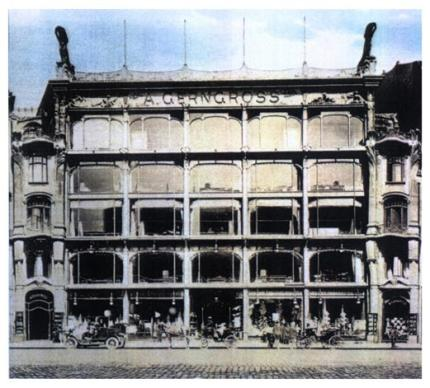
Der Zusatzbau an der Mariahilfer Straße im Jugendstil (1904)
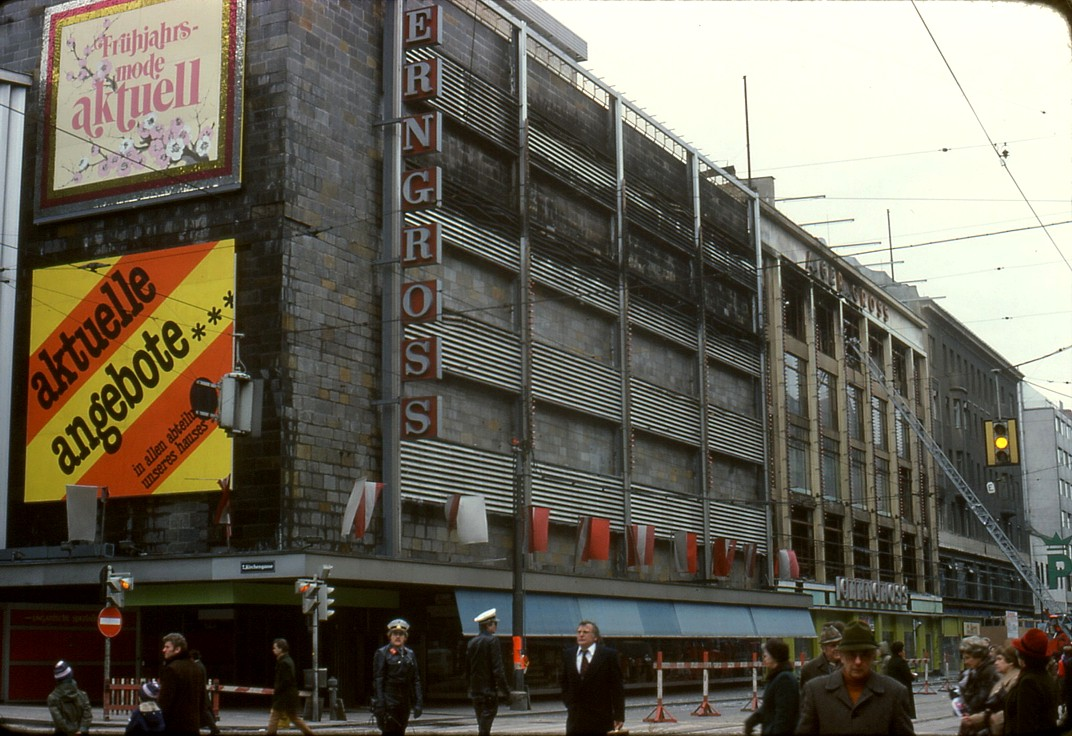
Das Kaufhaus nach dem Großbrand vom 7. Februar 1979.
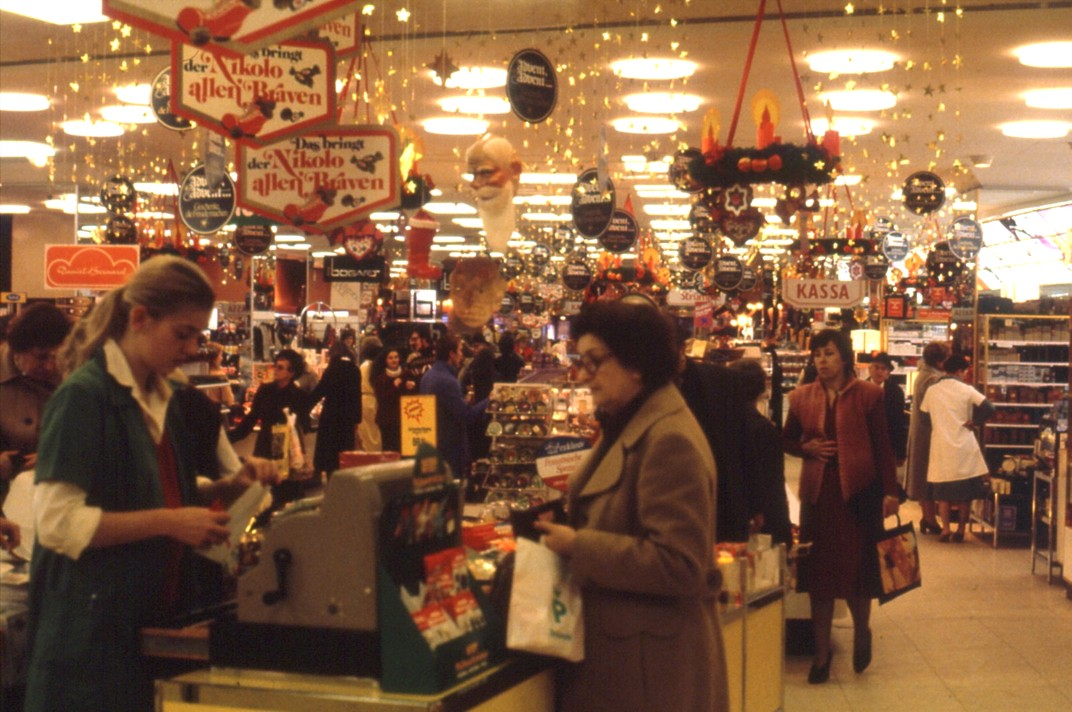
Das Weihnachtsgeschäft war im Dezember 1979 mit Einschränkungen schon wieder möglich.
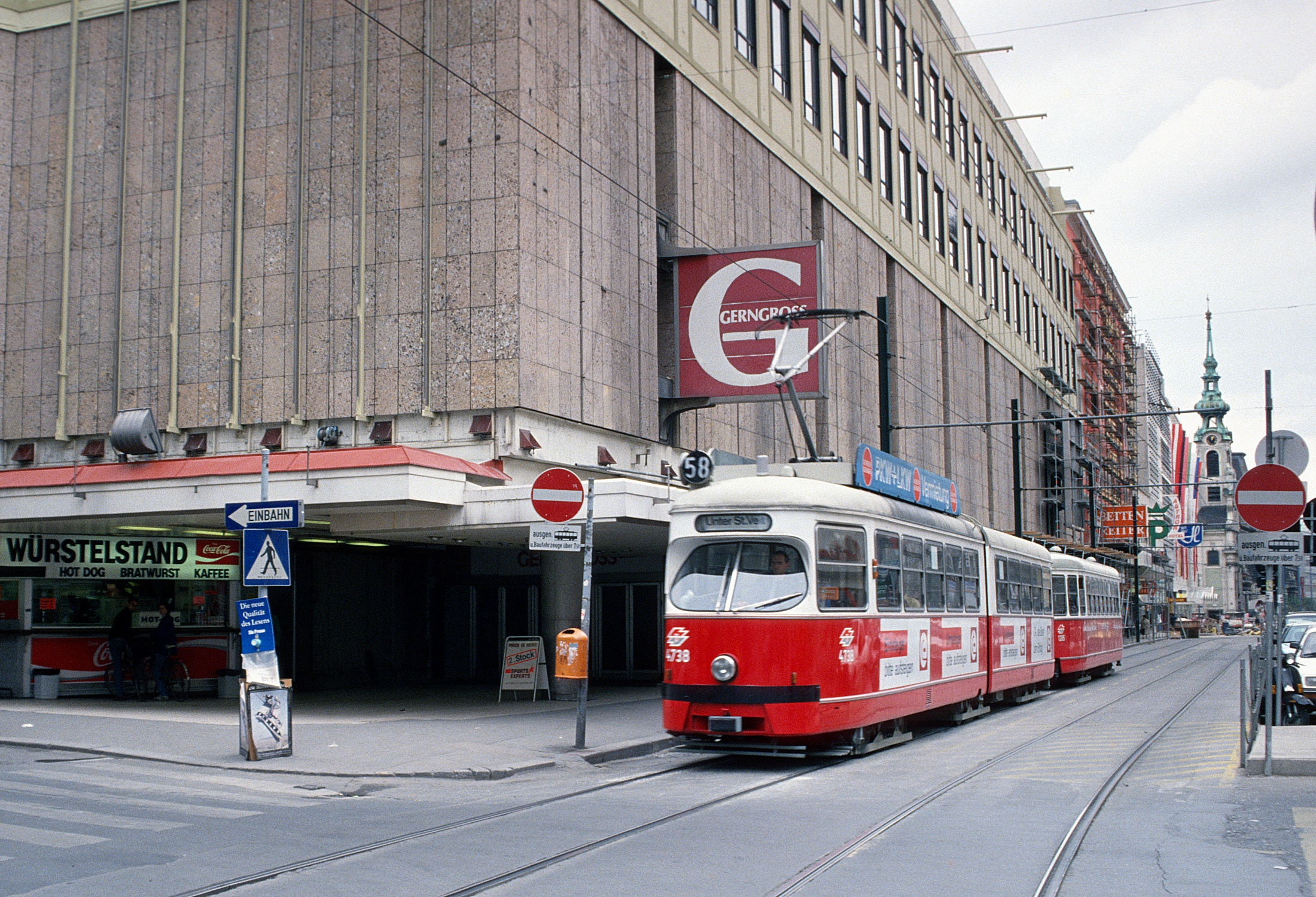
Zustand im Juni 1993, noch mit Straßenbahn.